# Nik Page
Nik Page (né le 22 juin 1971 à Zossen) est un musicien allemand, originaire de Blankenfelde.

## Biographie
Ayant grandi à Berlin-Est, Nik Page forme en 1987 avec Rayner Schirner le groupe de synthpop Blind Passengers. Les Blind Passengers ont percé commercialement en 1993 avec les chansons Walking to Heaven et Born to Die - des titres que Radio Fritz transforme en hits pour les auditeurs. À partir de 1999, leur style évolue vers des sonorités plus rock, jusqu'à leur séparation en 2001, après un total de cinq albums studio. Le dernier album, Timemachine, sort en 2005 sous forme de double best-of. En 2010, Page reforme Blind Passengers.
Dans le cadre de ses albums solo, des collaborations voient le jour avec Eric Fish, Alf Ator, Joke Jay, les Letzte Instanz, Jürgen Engler, Sven Friedrich, Tanzwut, Corvus Corax, Angelzoom, Koefte de Ville, Joachim Witt, Staubkind et Dirk Scheuber. En 2002, il sort son premier album Sacrifight,, suivie en 2004 de son album Sinmachine,,. En 2009, il publie l'album Rocketqueen,, et le clip live de son morceau Dein Kuss. Ses chansons Dein Kuss et Mysteryland sont particulièrement connues.
Aux côtés de Joachim Witt, Nik Page crée le concept de concert Tiefenrausch, et forme en 2006 le groupe de « crossover classique » Songs of Lemuria. Avec Michaela Laubach, il interprète des classiques rock et gothiques connus dans un style de musique de chambre avec piano, violoncelle et chant.
Nik Page travaille également pour des groupes en tant qu'auteur de chansons et parolier, notamment pour Kissin' Dynamite, Angelzoom, Joachim Witt, Beyond the Black, The Dark Tenor, Eisblume et Staubkind, ainsi que comme réalisateur de vidéos (Tanzwut, Megaherz et Angelzoom). 

## Discographie
- 2001 : Neosapiens
- 2002 : Sacrifight
- 2004 : Sinmachine
- 2009 : Rocketqueen